# ميناء نشطون
ميناء نشطون ميناء يمني يقع في محافظة المهرة شرق الجمهورية اليمنية و قريب من سلطنة عمان. تمت إعادة تأهيل الميناء عام 2010.  ويتبع مؤسسة موانئ البحر العربي اليمنية.